# ورنیتا، اننیی نوئی
ورنیتا، اننیی نوئی (به لاتین: Varnița, Anenii Noi) یک منطقهٔ مسکونی در مولداوی است که در Anenii Noi District واقع شده‌است.